# Гайнц Вайс
Гайнріх «Гайнц» Вайс (нім. Heinrich "Heinz" Weis; нар. 14 липня 1963) — німецький метальник молота.
До возз'єднання Німеччини на міжнародних змаганнях представляв Західну Німеччину.

## Спортивні досягнення
Фіналіст змагань з метання молота на трьох Олімпіадах — був двічі п'ятим (1988, 1996) та одного разу шостим (1992). На останній Олімпіаді в своїй кар'єрі (2000) не зміг подолати кваліфікаційний раунд з метання молота.
Чемпіон світу з метання молота (1997). Бронзовий призер чемпіонату світу з метання молота (1991). Фіналіст (6-е місце) змагань з метання молота на чемпіонаті світу в Римі (1987).
Переможець Кубка світу з метання молота (1989). Був другим (1998) та третім (1994) в метанні молота на інших Кубках світу.
Бронзовий призер чемпіонату Європи з метання молота (1994). Фіналіст змагань з метання молота на інших чемпіонатах Європи — 4-е місце у 1998 та 8-е місце у 1990.
Переможець Кубків Європи з метання молота (1989, 1997, 1998).
Володар повного комплекту нагород у змаганнях з метання молота на Універсіадах — золото у 1985, срібло у 1987 та 1989, бронза у 1991.
Чемпіон Західної Німеччини (1988, 1990) та Німеччини (1991, 1992, 1994, 1997, 1998) з метання молота.